# Francisco I. Madero (Durango)
Francisco I. Madero es una localidad del estado mexicano de Durango. Es parte del municipio de Pánuco de Coronado.

## Toponimia
El nombre de la localidad rinde homenaje a Francisco I. Madero, presidente de México desde 1911 hasta su asesinato en 1913.

## Historia
La localidad de Francisco I. Madero fue fundada como un ejido el 20 de noviembre de 1913 por el gobernador Pastor Rouaix a partir de una serie de terrenos adquiridos de la vecina Hacienda de San Gabriel. En 1938 la población fue nombrada cabecera del municipio de Pánuco de Coronado.

## Demografía
| Gráfica de evolución demográfica |
|                                  |

| Censo | Población |
| ----- | --------- |
| 1921  | 755       |
| 1930  | 2 107     |
| 1940  | 2 810     |
| 1950  | 3 050     |
| 1960  | 3 361     |
| 1970  | 4 127     |
| 1980  | 5 214     |
| 1990  | 4 655     |
| 2000  | 4 690     |
| 2010  | 4 550     |
| 2020  | 5 256     |